# Жизнь господина де Мольера
«Мольер», или «Жизнь господина де Мольера», — романизованная биография (исторический роман) французского драматурга Жана-Батиста Мольера, написанная Михаилом Булгаковым.
Название «Жизнь господина де Мольера», вероятно, было дано Е. С. Булгаковой при подготовке романа к публикации в альманахе «Литературная Москва» в 1956 году (издание не состоялось). Но во всех документах булгаковского архива и в авторских машинописных экземплярах роман назван «Мольер».

## История публикации
При жизни М. А. Булгакова роман опубликован не был. Впервые опубликован издательством «Молодая гвардия» в 1962 году в серии «ЖЗЛ».
11 июля 1932 года Булгаков подписал договор на написание книги о Мольере для серии «Жизнь замечательных людей» с Журнально-газетным издательством. Первое название написанной биографии было «Всадник де Мольер. Полное описание жизни Жана Батиста Поклэна де Мольера с присовокуплением некоторых размышлений о драматургии».
Закончил работу над романом Булгаков 5 марта 1933 года. 8 марта он сдал рукопись в издательство. 9 апреля 1933 года он получил развёрнутый отзыв на роман редактора серии «ЖЗЛ» Александра Николаевича Тихонова. Отзыв признавал достоинства булгаковского таланта, но при этом был отрицательным. Главными претензиями были: немарксистская позиция книги, из неё не видно, «интересы какого класса обслуживал театр Мольера», освещение исторических событий с устаревших позиций. Особенно насторожило редактора то, что за замечаниями рассказчика проступает «наша советская действительность». Да и сам рассказчик представляется ему «развязным молодым человеком». Автору предлагалось переделать рукопись в духе исторического повествования, от чего Булгаков отказался. Рукопись была послана М. Горькому в Сорренто, который также отозвался о ней отрицательно. Булгаков несколько раз пытался встретиться с ним в Москве после его возвращения, но безуспешно. Вместо запланированной книги Булгакова издательство выпустило в серии ЖЗЛ книгу другого автора (Мокульский С. С. Мольер — 1936 год. — 368 с. — 50 000 экз).

## Театральные постановки
- 1983 — Театр Юсуповского дворца (Санкт-Петербург);

- 1978 — Национальный академический драматический театр им. М. Горького (Минск)[3];
- 1980 — Театр на Юго-Западе, в роли Мольера Виктор Авилов[4];
- 2014 — Национальный драматический театр Литвы[5];
- 2011 — Тюменский драматический театр[6];
- 2012 — Частный театр «Человек в кубе» (Ростов-на-Дону);
- 2013 — Киевский академический театр юного зрителя на Липках;
- 2016 — Королевский комедиант с бронзовыми бантами на башмаках (Калужский областной драматический театр)[7].

## Лингвистический анализ произведения
В 2011 году был опубликован лексикографический труд сотрудников Одесского национального университета им. И. И. Мечникова Л. Ф. Фоминой и В. В. Орлова, в котором собраны все топонимы, встречающиеся в романе, приведена их этимология, а также приведены все фрагменты романа, в которых топонимы употреблены.